# Голінчак Степан Олексійович
Степа́н Олексі́йович Голінча́к (нар. 29 жовтня 1946, с. Хітар, Сколівський район, Львівська область) — український художник монументально-декоративного мистецтва, живописець, графік.

## Життєпис
Народився 29 жовтня 1946 року в селі Хітар на Львівщині. 
Закінчив Львівський державний інститут прикладного і декоративного мистецтва (1970). Викладачі: Іван Скобало, Данило Довбошинський, Роман Сельський, Зеновій Флінта, Андрій Бокотей).
Учасник обласних, республіканських, всесоюзних та міжнародних виставок (з 1972). Праці зберігаються в приватних збірках України, Польщі, Німеччини, США та Канади. Працює в галузі монументально-декоративного мистецтва, живопису та графіки. 
З 1973 року — викладач живопису та рисунку у Львівському лісотехнічному інституті. З 1997 року очолює клас живопису кафедри Книжкової графіки та дизайну друкованої продукції Української академії друкарства. Член НСХУ. Працював на Львівській експериментальній кераміко-скульптурна фабриці.

## Творчість

### Кераміка
- «Риби», декоративна композиція, 1976. Шамот, емалі, склодріт, 70×45.[1]
- «Соняшники», декоративний таріль, 1976. Кам'яна маса, емалі, діаметр 36.[1]
- Декоративний пласт, 1976. Кам'яна маса, емалі, 29×34.[1]
- «Гуцульська пара», декоративний таріль, 1977. Керамічна маса, емалі, солі. Діаметр 44.[2]
- «Пори року», декоративний пласт, 1978. Шамот, емалі, солі. 29×29.[2]
- «Натюрморт», декоративний таріль, 1978. Керамічна маса, емалі, солі. Діаметр 41.[2]
- «Ювілейний», декоративний таріль, 1978. Керамічна маса, емалі, солі. Діаметр 41.[2]
- «Посвята 175-річчю від дня народження Т. Г. Шевченка», декоративний таріль, 1989. Шамот емалі. Діаметр 40.[3]
- «Історичні місця України», серія сувенірних пластів.[4]
- «Шевченківський гай», декоративний таріль.[4]
- Декоративне панно «Розвиток авіації» у вестибюлі тюменського будинку культури (співавтор М. Дзядик).[4]
- Декоративне панно «Фармокопея» (аптека № 12 у Львові, 1979).[5]
- Декоративне панно в інтер'єрі шахового клубу у Львові (1981).[5]

### Живопис
- «Місто» (1974).[5]
- «Падолист». 1975, картон, темпера, 50×80.[6]
- «Зима в Седневі». 1975, полотно, олія, 69,5×99.[6]
- «Осіння тиша» (1978).[5]
- «Серпневий натюрморт» (1980).[5]
- «Соняшники» (1983).[5]
- «Трагічне дерево» (1987).[5]
- «Скіфія» (1992).[5]
- «Вертеп» (1993).[5]
- «Бойківський Великдень» (1995).[5]
- «Стара Бойківщина», «Гребенів» (обидва — 1998).[5]
- «Виживання» (2001).[5]
- «Сизий світанок» (2002).[5].